# Einkommensverteilung in der Schweiz
Die Einkommensverteilung in der Schweiz betrachtet die personelle Verteilung der Einkommen in der Schweiz. Bei der Analyse der Einkommensverteilung wird im Allgemeinen zwischen der funktionalen und der hier behandelten personellen Einkommensverteilung unterschieden. Die personelle Einkommensverteilung betrachtet, wie das Einkommen einer Volkswirtschaft auf einzelne Personen oder Gruppen (z. B. Privathaushalte) verteilt ist, und zwar unabhängig davon, aus welchen Einkommensquellen es stammt. Die personelle Verteilung wird von Eurostat meist auf Basis von verfügbaren Äquivalenzeinkommen gemessen. Die aufgelisteten Verteilungsindikatoren stammen von Eurostat. Die Daten für die Schweiz werden im Rahmen der EU-SILC Umfrage vom Bundesamt für Statistik seit 2007 erhoben. Der Gini-Koeffizient als einer der wichtigsten Ungleichheitsindikatoren betrug für die Schweiz im Jahr 2023 31,5. Sie teilte mit Spanien und Italien den 9. Platz bei absteigender Sortierung unter 31 europäischen Ländern inklusive Türkei. Den höchsten Wert hatte die Türkei mit 44,2, den  niedrigsten die Slowakei mit 21,6. Der Durchschnitt der Europäischen Union war 29,6.

## Verteilungsindikatoren
|                                    | Durchschnitt | Durchschnitt | Median | Median | Gini-Koeffizient | S80/S20-Ratio | Armutsgefährdung |
| ---------------------------------- | ------------ | ------------ | ------ | ------ | ---------------- | ------------- | ---------------- |
| Einheit                            | SFR          | EUR          | SFR    | EUR    | %                | Vielfaches    | %                |
| 2007                               | 50.689       | 32.226       | 43.414 | 27.601 | 30,4             | 4,7           | 15               |
| 2008                               | 52.064       | 31.694       | 44.258 | 26.942 | 31,1             | 4,9           | 15,7             |
| 2009                               | 53.752       | 33.862       | 46.009 | 28.984 | 30,7             | 4,8           | 15,6             |
| 2010                               | 53.215       | 35.242       | 46.308 | 30.668 | 29,6             | 4,5           | 15               |
| 2011                               | 54.018       | 39.135       | 46.653 | 33.799 | 29,7             | 4,5           | 15               |
| 2012                               | 54.932       | 44.566       | 48.450 | 39.307 | 28,8             | 4,4           | 15,9             |
| 2013                               | 56.131       | 46.570       | 49.044 | 40.690 | 28,5             | 4,2           | 14,5             |
| 2014[b]                            | 54.791       | 44.506       | 46.957 | 38.143 | 29,5             | 4,4           | 13,8             |
| 2015                               | 55.173       | 45.425       | 47.999 | 39.518 | 29,6             | 4,5           | 15,6             |
| 2016                               | 54.421       | 50.961       | 47.131 | 44.134 | 29,4             | 4,4           | 14,7             |
| [b]Zeitreihenbruch (Revision 2014) |              |              |        |        |                  |               |                  |

|         | Durchschnitt | Durchschnitt | Median | Median | Gini-Koeffizient | S80/S20-Ratio | Armutsgefährdung |
| ------- | ------------ | ------------ | ------ | ------ | ---------------- | ------------- | ---------------- |
| Einheit | SFR          | EUR          | SFR    | EUR    | %                | Vielfaches    | %                |
| 2017    | 55.013       | 50.461       | 47.687 | 43.741 | 30,1             | 4,63          | 15,5             |
| 2018    | 55.148       | 49.607       | 47.817 | 43.013 | 29,7             | 4,50          | 14,6             |
| 2019    | 55.003       | 47.622       | 47.654 | 41.259 | 30,6             | 4,75          | 16,0             |
| 2020    | 56.330       | 50.638       | 47.890 | 43.051 | 31,2             | 4,89          | 15,5             |
| 2021    | 56.786       | 53.046       | 47.908 | 44.753 | 31,4             | 4,87          | 14,7             |
| 2022    | 57.632       | 53.309       | 49.088 | 45.405 | 31,1             | 4,79          | 15,8             |
| 2023    | 57.927       | 57.656       | 49.560 | 49.328 | 31,5             | 4,94          | 16,4             |

### Durchschnitts- und Medianeinkommen
Das Medianeinkommen ist das Einkommen, bei dem es genauso viele Menschen mit einem höheren wie mit einem niedrigeren Einkommen gibt. Anders ausgedrückt, bei einer Aufteilung der Bevölkerung nach der Höhe ihres Einkommens in zwei gleich große Gruppen, würde die Person die genau in der Mitte dieser Verteilung steht, das Medianeinkommen beziehen. Das Medianeinkommen kann somit auch als mittleres Einkommen verstanden werden und unterscheidet sich ausdrücklich von der Kennziffer Durchschnittseinkommen, welches das arithmetische Mittel einer Einkommensart bezogen auf die Anzahl der Einkommensbezieher wiedergibt. In der Verteilungsanalyse wird das Medianeinkommen der Kennziffer Durchschnittseinkommen vorgezogen, weil es als robuster gegenüber Ausreißern einer Stichprobe angesehen wird:

„In den meisten Ländern ist die Verteilung der Einkommen geprägt durch viele Bezieher niedriger oder mittlerer Einkommen und wenige Bezieher sehr hoher Einkommen; ähnlich ist die Situation bei der Verteilung der Vermögen. Das arithmetische Mittel wird von den relativ wenigen Fällen sehr reicher Haushalte deutlich nach oben gezogen, und die große Mehrzahl der Haushalte liegt mit ihrem Einkommen oder Vermögen unterhalb dieses Durchschnittswerts. Um die Mitte der Verteilung besser zu kennzeichnen, wird bei Verteilungsanalysen der Median - zumindest ergänzend zum arithmetischen Mittel - herangezogen.“

Abbildung 1. Entwicklung der nominalen und realen Durchschnitts- und Medianeinkommen in der Schweiz 2007–2016

Das reale Einkommen drückt, als ein Indikator für Kaufkraft, die Menge an Konsumgütern aus, die ein Konsument mit einem bestimmten nominalem Einkommen erwerben kann. Die realen Werte werden berechnet, indem die nominalen Einkommen bzw. die nominale Kaufkraft um einen Preisindex (z. B. das Preisniveau für Konsumgüterpreise) bereinigt/dividiert werden. Steigen die Preise der Konsumgüter, dann sinkt das Realeinkommen, weil man mit einem bestimmten Einkommen weniger Güter erwerben kann. Der Median des real verfügbaren Äquivalenzeinkommens misst, wie viel sich eine Person in der Mitte der Einkommensverteilung jährlich leisten kann und ist somit eine wichtige Größe zur Beurteilung des materiellen Wohlstandes.
Zwischen 2007 und 2013 stieg das durchschnittliche nominelle Äquivalenzeinkommen von 50.689 Schweizer Franken auf 56.131 bzw. um 10,7 %. Der Rückgang zwischen 2013 und 2014 ist auf die veränderte Stichprobe zurückzuführen, weswegen die Interpretation über den gesamten Zeitraum schwierig ist. Während das durchschnittliche Einkommen in Schweizer Franken gemessen zwischen 2014 und 2016 leicht rückläufig war, ist es in Euro gemessen durchgehend gestiegen. Dies liegt vor allem an der Veränderung des Wechselkurses. Seit 2007 ist der Kurs Schweizer Franken stark gestiegen, von 1,64 SFR für einen Euro im Jahr 2007 auf 1,09 SFR im Jahr 2016. Von 2017 bis 2023 stieg das Durchschnittseinkommen in Schweizer Franken von 55.013 auf 57.927, mit einem leichten Rückgang 2019; in Euro fiel es zuerst von 50.461 2017 auf 47.622 2019, dann stieg es von 50.638 2020 auf 57.656 2023. Der Wechselkurs des Euro stieg bis 2018 auf 1,15 SFR, fiel dann bis 2023 auf 0,97 SFr. für einen Euro.
Das Medianeinkommen weist in der Schweiz von 2007 bis 2013 einen durchgehend steigenden Trend auf. Auch beim Median muss ebenfalls der Zeitreihenbruch 2013/14 berücksichtigt werden. 2016 lag mit 47.131 Schweizer Franken leicht unter dem Jahr 2015. Die starke Aufwertung des Schweizer Franken lässt sich auch im Medianeinkommen beobachten. Während das Medianeinkommen in Franken im Jahr 2016 gesunken ist, ist es in Euro gemessen stark gestiegen. Reale und nominale Werte sind für den abgebildeten Zeitraum identisch. Von 2017 bis 2023 stieg das Medianeinkommen in Schweizer Franken von 47.687 auf 49.560, mit einem leichten Rückgang 2019; in Euro fiel es von 43.741 2017 auf 41.259 2019, stieg dann bis 2023 auf 49.328.

### Gini-Koeffizient

Abbildung 2. Der Gini-Koeffizient der Schweiz im Vergleich mit Nachbarländern Frankreich und Deutschland sowie mit dem EU-27 Durchschnitt, 2005–2017

Der Gini-Koeffizient ist ein oft verwendetes statistisches Standardmaß zur Messung der Ungleichheit einer Verteilung. Er eignet sich gut für die Bestimmung der Einkommensungleichheit und kann Werte zwischen 0 und 1 annehmen, oder auch 0 und 100, wie in den Statistiken von Eurostat. Je höher der Wert, desto stärker ausgeprägt ist die gemessene Ungleichheit der Einkommen. Beispielsweise bedeutet ein Gini-Koeffizient von 0, dass alle verglichenen Personen genau das gleiche Einkommen haben. Ein Wert von 1 dagegen bedeutet, dass eine Person das gesamte Einkommen erhält und alle anderen nichts. Bei der Interpretation des Gini-Koeffizienten als Verteilungsmaß muss allerdings berücksichtigt werden, dass er Schwächen bei der Messung der Ränder einer Verteilung aufweist.

Abbildung 3. Gini-Koeffizient nach verfügbaren Einkommen und Markteinkommen in der Schweiz, 2005–2015

Der Gini-Koeffizient der verfügbaren Einkommen in der Schweiz lag im Jahr 2008 knapp über dem durchschnittlichen Wert der EU 27-Länder. Ab diesem Zeitpunkt reduzierte sich der Koeffizient bis zum Minimum im Jahr 2012. Ab diesem Zeitpunkt stagniert der Gini-Koeffizient auf einem Niveau von knapp unter 0,30. Ein Vergleich zu den Nachbarländern Frankreich und Deutschland zeigt ein ähnliches Niveau in allen drei Ländern.
Abbildung 3. gliedert die Gini-Einkommenskoeffizienten nach Markteinkommen und nach verfügbaren Einkommen. Beide Graphen zeigen in der Tendenz einen ähnlichen Verlauf, wobei der Gini-Koeffizient nach Markteinkommen deutlich höher ist. Optisch scheint der Gini-Koeffizient für Markteinkommen ab 2012 etwas stärker anzusteigen als der Gini-Koeffizient der verfügbaren Einkommen. Insgesamt ist die Differenz aus Markteinkommen und den Einkommen nach Steuern und Transfers im Beobachtungszeitraum angestiegen. Dies kann als ein Indiz für eine stärkere Nettoumverteilung interpretiert werden.
2023 lag der Gini-Koeffizient der Schweiz bei 31,5, 1,9 Punkte über dem Durchschnitt der EU (29,6), auch höher als in den Nachbarländern Deutschland (29,4), Oesterreich (28,1) und Frankreich (29,7), aber gleich hoch wie in Italien.

### Top 10% Anteil am Nationaleinkommen

Abbildung 4. Anteil des oberen Dezils am Gesamteinkommen für die Schweiz und EU-27, 2007–2016

Dieser Indikator beschreibt wie hoch der Anteil des Nationaleinkommens der oberen 10 % ist. Somit zeigt dieser Richtwert wie konzentriert das Einkommen in einer Gesellschaft ist. Zudem wird mit dieser Größe die Ungleichheit greifbarer. Anhand der Abbildung 4. lässt sich zeigen, dass der Anteil der Top 10 % in der Schweiz sehr nahe am EU-27 Durchschnitt liegt. In den Jahren 2014, 2015 und 2016 liegen die Werte für die Schweiz über denen der EU-27. Außerdem scheint die Weltwirtschaftskrise 2008 einen größeren negativen Einfluss auf die Top 10 % Einkommen der Schweiz gehabt zu haben als in den anderen EU-Ländern.
2023 betrug der Anteil der obersten 10 % am Einkommen in der Schweiz 25,5 %, höher als im Durchschnitt der EU (23,4 %), in Deutschland (23,7 %), Frankreich (24,0 %), Italien (24,1 %) und Oesterreich (23,1).

## Ungleichheit nach Geschlecht

### S80/S20 Einkommensverhältnis nach Geschlechtern
Das Einkommensquantilverhältnis ist das Verhältnis des Gesamteinkommens von 20 % der Bevölkerung mit den höchsten Einkommen (oberstes Quintil) zum Gesamteinkommen von den 20 % der Bevölkerung mit den niedrigsten Einkommen (unterstes Quintil). Demnach werden bei diesem Indikator die Haushalte nach der Höhe ihres Einkommens gereiht und in Fünftel(Quintile) eingeteilt. Die Summe der Einkommen aus dem obersten Quintil, dividiert durch die Summe der Einkommen aus dem untersten Quintil, ergibt den Wert für das S80/S20-Verhältnis. Dabei indiziert ein Verhältnis von 3,0, dass die obersten 20 % über dreimal so viel Einkommen verfügen als die untersten 20 %. Je höher der Faktor des Einkommensquintilverhältnisses, desto ausgeprägter ist die Einkommensungleichheit. Als Schwäche des Indikators muss angemerkt werden, dass die Ungleichheit tendenziell unterschätzt wird, da die zugrundeliegenden Daten meist die einkommensreichsten Haushalte nur unzureichend abdecken.

Abbildung 5. S80/S20 Einkommensquantilverhältnis nach Geschlecht in der Schweiz 2007–2016

In der Periode ab 2008 bis 2013 erfolgte eine Reduktion der S80/S20 Relation sowohl bei Männern als auch bei Frauen. Grundsätzlich gilt anzunehmen, dass die Ungleichheit bei den Einkommen der Männer in dieser Periode stärker ausgeprägt ist als bei Frauen. Von 2007 bis 2013 erzielten die oberen 20 % der Haushalte im Schnitt 4,6-mal so viel Einkommen wie die unteren 20 % der Einkommensverteilung. Zwischen 2014 und 2016 lag dieser Wert bei 4,4. Die oberen 20 Prozent verdienten in diesen Jahren also im Durchschnitt 4,4-mal so viel wie die unteren 20 %. 2007 bis 2016 ist ein sehr kurzer Zeitraum, der wenig Raum für Aussagen über Entwicklungen dieses Verhältnisses lässt. Doch lässt sich festhalten, dass das Verhältnis in diesen Jahren für beide Geschlechter gesunken ist. Der Verlauf der Graphen für Männer und Frauen ist nur zeitweise parallel und der geschlechterspezifische Abstand der Koeffizienten ist sehr wechselbar.
In den Jahren 2017 bis 2023 schwankte das S80/S20-Verhältnis in der Schweiz insgesamt zwischen 4,50 2018 und 4,94 2023. Bei den Frauen schwankte es zwischen 4,27 2018 und 4,83 2023, bei den Männern zwischen 4,72 2018 und 5,06 2021, 2023 betrug es 5,03.

### Der Gender-Pay-Gap

Abbildung 6. Gender-Pay-Gap in der Schweiz und in EU-27 im Sektor Industrie, Baugewerbe und Dienstleistungen, 2008–2017

Der Gender-Pay-Gap misst den Unterschied zwischen dem durchschnittlichen Fraueneinkommen in Relation zum durchschnittlichen Männereinkommen, ausgedrückt in Prozent. Der Gender-Pay-Gap ergibt sich gewöhnlich aus der durchschnittlichen Differenz zwischen den Bruttostundenlöhnen aller beschäftigen Männer und denen aller beschäftigten Frauen und wird berechnet als prozentualer Anteil am Verdienst der Männer. Dieser Indikator findet seine Verwendung für die Messung der Gleichstellung von Frauen und Männern am Arbeitsmarkt. Der Gender-Pay-Gap wird als ein Produkt einer Vielzahl von strukturellen Benachteiligungen angesehen, die dem Arbeitsmarkt vorgelagert sind (Bildungssystem, unbezahlte Arbeit, Unterbrechung aufgrund einer Geburt), aber auch zum Teil am Arbeitsmarkt selbst stattfinden (Arbeitsbewertung, Aufstiegschancen, Einkommensdiskriminierung). Unterschiedliche Werte für den Gender-Pay-Gap ergeben sich dadurch, dass unterschiedliche Einflussgrößen berücksichtigt und verschiedene Methoden zur Bereinigung angewendet werden.
Der Gender-Pay-Gap liegt in der Schweiz durchschnittlich bei 17 %, wobei die Lohneinbußen für Frauen in der Privatwirtschaft höher sind als im öffentlichen Sektor. Es gibt einen erklärbaren Teil (ca. 60 %) dieser Lohndifferenz, der auf messbare Faktoren zurückzuführen ist, und einen unerklärbaren Anteil (ca. 40 %). Der Lohnunterschied lässt sich primär durch Lebens- und Berufsbiografien erklären. Frauen übernehmen oft noch überwiegend Arbeiten im Haushalt, was sich zusätzlich negativ auf ihren Lohn auswirkt; gegenteiliges gilt für die Männer. Dieses Phänomen betrifft alle Frauen der Gesellschaft, selbst diejenigen, die sich für eine rein berufliche Auslegung ihres Lebens entschieden haben.
Anzumerken ist, dass in der Schweiz seit dem Jahr 1996 das GIG in Kraft ist, welches die Gleichstellung von Mann und Frau auch auf gesetzlicher Ebene verankern soll. Die staatliche Kontrolle findet sich primär im Bauwesen, wo durch öffentliche Ausschreibungen auch gleichzeitig eine Unternehmensprüfung stattfindet. Innerhalb dieser wird auch eine gleiche Bezahlung für beide Geschlechter überprüft, die bei Verstoß dazu führen kann, dass diese Unternehmen von öffentlichen Ausschreibungen ausgeschlossen werden. Durch einen breiten Maßnahmenkatalog hat die Schweiz den Weg geebnet, der in einer sozialen wie wirtschaftlichen Gleichstellung von Mann und Frau enden soll. Dies lässt sich ebenfalls an Abbildung 6. ablesen, da der Gender-Pay-Gap über den Beobachtungszeitraum tendenziell gesunken ist.
In den Jahren 2017 bis 2023 schwankte der Gender-Pay-Gap in der Schweiz zwischen 17,0 2021–2022 und 18,6 2018, 2023 lag er bei 17,2.

## Regionale Ungleichheit

### Armutsgefährdung

Abbildung 7. Von Armut und sozialer Ausgrenzung bedrohte Bevölkerung nach NUTS-2-Regionen in der Schweiz (2016)

Die Rate der armutsgefährdeten Personen ergibt sich aus der Anzahl der Personen die unter 60 % des Medianeinkommens verdienen, dividiert durch die Summe der gesamten Bevölkerung. Im Durchschnitt der Jahre 2007–2016 lag die Rate in der Schweiz bei 15,1 %, die Werte schwankten zwischen 13,8 (2014) und 15,9 (2012). Die Schweizer Eidgenossenschaft weist in ihrem Synthesebericht zur Revision der SILC 2014 darauf hin, dass die Revision keinen signifikanten Einfluss auf die Armutsgefährdung in der Schweiz hatte. 2017–2023 schwankten die Werte zwischen 14,6 (2018) und 16,4 (2023).
Regional unterscheidet sich die Armutsgefährdung in der Schweiz recht stark.
| Région lémanique  | 16,0 |
| Espace Mittelland | 18,8 |
| Nordwestschweiz   | 16,8 |
| Zürich            | 13,0 |
| Ostschweiz        | 13,8 |
| Zentralschweiz    | 16,6 |
| Ticino            | 27,3 |

Am grössten ist die Armutsgefährdung im Tessin. Ein möglicher Grund dafür könnte das unterdurchschnittliche Bildungsniveau im nationalen Vergleich sein – viele junge Leute beenden ihre Ausbildung nach der obligatorischen Schulzeit.
Abbildung 7 zeigt die regionalen Unterschiede anhand der umfassender definierten Statistik der von Armut und sozialer Ausgrenzung bedrohten Bevölkerung, die etwas höhere Werte ergibt, das Bild bleibt aber dasselbe: niedrigere Armutsgefährdung in der Ostschweiz, etwas höhere in der Westschweiz, die grösste im Tessin.

## Hintergründe
Die Einkommensverteilung eines Landes wird durch die spezifischen institutionellen Begebenheiten, der makroökonomischen Entwicklung und anderen Faktoren geprägt. Ein grundlegender Einfluss auf die Einkommensverteilung ist das Sozialsystem im jeweiligen Land. Die Schweiz verfügt über alle wesentlichen Sozialversicherungen, um Menschen vor Einkommensausfall zu schützen. Das Schweizer Sozialsystem wird in acht große Themenbereiche aufgeteilt (Krankheit/Gesundheit, Invalidität, Alter, Hinterbliebene, Familie/Kinder, Arbeitslosigkeit, Wohnen sowie soziale Ausgrenzung). 2016 betrugen die Ausgaben für Sozialleistungen 170 Mrd. Franken. Seit 1990 haben sich die Sozialausgaben in Schweizer Franken gemessen mehr als verdoppelt. Auch im Vergleich zu Wirtschaftsleistung kam es zu einem starken Anstieg der Ausgaben für soziale Sicherheit. Zwischen 1990 und 2016 stiegen die Ausgaben für Sozialleistungen von knapp 15 % des BIPs auf knapp 26 %. Die hohe Steigerung der Sozialausgaben spiegelt verschiedene gesellschaftliche Veränderungen wider. Einerseits erhöht die fortschreitende Alterung der Bevölkerung die Sozialausgaben, da mehr Menschen eine staatliche Pensionen erhalten. In der Schweiz ist der Anteil von über 65-Jährigen an der Gesamtbevölkerung zwischen 2005 und 2015 von 16 % auf 18 % gestiegen. Andererseits führte die Schweiz in den 1980er Jahren die Arbeitslosen- und die Unfallversicherung ein.
Vor allem Menschen im höheren Alter, junge Familien, Alleinerziehende und Menschen in Ausbildung sind am stärksten von Armutsgefährdung betroffen. Die staatlichen Transfers liegen in kantonaler Kompetenz und sind nicht einheitlich ausgestaltet. Als letztes Fangnetz fungiert die meist durch Kommunen organisierte Sozialhilfe. Diese war eigentlich als Unterstützung in akuten Notlagen gedacht, wirkt aber immer öfter als langfristige Unterstützungsleistung.
Die Schweiz weist einen vergleichsweise sehr stabilen Arbeitsmarkt auf. Betrachtet man die historisch niedrigen Arbeitslosenzahlen (2000–2016 unter 5 %) erkennt man, dass in der Schweiz kein akuter Reformbedarf am Arbeitsmarkt besteht. Der Schweizer Arbeitsmarkt zeigt neben den stabilen und niedrigen Arbeitslosenzahlen auch ein stetiges Lohnwachstum (0,7 % pro Jahr). Die am stärksten wachsende Gruppe am Arbeitsmarkt sind Ausländer, welche einen Anteil von 26 % der Arbeitskräfte stellen. Gleichzeitig ist diese Gruppe bei den Arbeitslosen überrepräsentiert. Dies bedeutet, dass Ausländer in der Schweiz durchschnittlich öfter arbeitslos sind als Inländer. Die Arbeitslosenquote für Schweizer lag von 2000 bis 2016 ca. einen Prozentpunkt unter der Gesamtarbeitslosenquote. Ausländer wiesen im selben Zeitraum eine ca. doppelt so hohe Arbeitslosenquote auf wie ihre Schweizer Kollegen. Dies resultiert vor allem aus dem höheren Beschäftigungsanteil von Ausländern im Niedriglohnbereich und schlechteren Sprachkenntnissen.

## Revision 2014
Seit 2014 wird in der Schweiz ein anderes Stichprobendesign für die EU-SILC Erhebung verwendet. In den Jahren davor wurde das Festnetzanschlussregister herangezogen um die Stichprobe zu generieren. Besonders junge, alleinlebende und ausländische Personen in der Schweiz besitzen allerdings oft keinen Festnetzanschluss mehr. Aus diesem Grund wird die Stichprobe seit 2014 aus dem Stichprobenrahmen für Personen- und Haushaltserhebungen (SRPH) bezogen. Das SRPH bezieht sich auf amtliche Personenregister, insbesondere die Einwohnerregister der Gemeinden und Kantone. Dies hat zur Folge, dass ein größerer Teil der Schweizer Bevölkerung abgedeckt wird. Die Änderung führt zu einem Zeitreihenbruch, weswegen die Werte für die Ungleichheitsindikatoren vor und nach der Umstellung nicht verglichen werden können.
Die Veränderung des Stichprobendesigns und die größere Menge an Daten über die Bevölkerung erlaubten eine grundlegende Revision der Gewichtungsmethoden. Dies führt zu einer deutlich höheren Qualität der ab 2014 erhobenen SILC-Schätzungen.